# Славянский (Ставропольский край)
Славя́нский — хутор в составе Минераловодского района (городского округа) Ставропольского края России.

## География
Расстояние до краевого центра: 113 км. Расстояние до районного центра: 22 км.

## История
Основан в 1920 году.  В административном отношении входил в состав Канглынского сельсовета Минераловодского района Терского округа. По данным Всесоюзной переписи населения 1926 года состоял из 18 дворов; общее число жителей составляло 68 человек (34 мужчины и 34 женщины); преобладающая национальность — болгары.
До 2015 года относился к территории сельского поселения Первомайский сельсовет
Минераловодского района Ставропольского края.

## Население
| 1925 | 1926 | 1989 | 2002 | 2010 | 2014  |
| ---- | ---- | ---- | ---- | ---- | ----- |
| 60   | ↗68  | ↗892 | ↗961 | ↘922 | ↗1000 |

По данным переписи 2002 года, 68 % населения — русские.

## Инфраструктура
Фельдшерско-акушерский пункт. 5 мая 2023 года открыто новое здание